# John Brown (piloto de bobsleigh)
John Brown es un deportista británico que compitió en bobsleigh. Ganó una medalla de bronce en el Campeonato Europeo de Bobsleigh de 1968, en la prueba cuádruple.

## Palmarés internacional
| Campeonato Europeo | Campeonato Europeo   | Campeonato Europeo | Campeonato Europeo |
| Año                | Lugar                | Medalla            | Prueba             |
| ------------------ | -------------------- | ------------------ | ------------------ |
| 1968               | Sankt Moritz (Suiza) | Medalla de bronce  | Cuádruple          |